# Jessica De Gouw
Jessica De Gouw est une actrice australienne ayant joué dans plusieurs séries télévisées, dont Arrow, Dracula, Underground et Pennyworth.

## Filmographie
- 2006 : Pyjama party : Amanda Hart/Shandi (épisode : Fallen Star)
- 2009 : Bedtime Stories : Mother (court-métrage)
- 2010 : The Ballad of Nick Chopper : Iva (court-métrage)
- 2011 : Works Well with Others : Andrea (court-métrage)
- 2011 : Underbelly: Razor : Constable Edie McElroy (3 épisodes)
- 2011 : Crownies : Melody Kingston (épisode 1.20)
- 2012 : Tricky Business : Yvette Bell (épisode: "Opportunity Knocks")
- 2012 : Kath & Kimderella : Isabella (Film)
- 2012 : The Dinner Meeting : Natalie (court-métrage)
- 2012 : The Mystery of a Hansom Cab : Madge (Téléfilm)
- 2012–2014 : Arrow : Helena Bertinelli / The Huntress (Rôle récurrent (saisons 1–2))
- 2014 : These Final Hours : Zoe
- 2013–2014 : Dracula : Wilhelmina "Mina" Murray (Rôle principal, 10 épisodes)
- 2014 : Cut Snake : Paula
- 2015 : Deadline Gallipoli : Vera Grant (Mini-série)
- 2015 : The Rezort : Melanie (Film)
- 2016 : Underground : Elizabeth Hawkes (Rôle principal)
- 2016 : Le Dernier Seigneur (The Last Tycoon) : Minna Davis (Rôle récurrent)
- 2017 : OtherLife : Ren Amari (Film)
- 2018 : Riot : Robyn Plaister (Téléfilm)
- 2019 : Les carnets de Max Liebermann : Amélia Lydgate (Série)
- 2020 : Gretel & Hansel : Holda jeune (Film)
- 2023 : Le Renard : Prince des voleurs (The Artful Dodger) (série)
- 2025 : Les Survivants (The Survivors)) : Olivia Birch (série)